# World Cup (håndbold)
 For alternative betydninger, se World Cup. (Se også artikler, som begynder med World Cup)
En World Cup er en håndboldturnering for landshold. Herrernes turnering har mest været afholdt i Sverige, men i 2006 blev nogle af kampene afviklet i Tyskland. Damernes turnering blev afholdt i Danmark hvert år fra 2005 til 2011.

## Mændenes turnering
Herrerne har afholdt en Worldcupturnering siden 1971 og frem til 2006 har været afholdt hvert andet år, bortset fra at turneringerne i 1998 og 2000 var aflyst og blev spillet i 1999 i stedet for. Turneringen er dog ikke blevet spillet i hverken 2008 eller 2010, men afholdes i begyndelsen af 2011 i Sverige. Danmark har vundet tre sølvmedaljer.

## Kvindernes turnering
World Cup i kvindehåndbold, også kaldet GF World Cup, var en træningsturnering for kvindelandshold, der blev afviklet fra 2005 til 2011 i NRGi Arena i Århus i løbet af efteråret. Turneringen havde deltagelse af otte af de bedste nationer i verden. Turneringen blev i høj grad anvendt af de deltagende hold som forberedelse til den slutrunde (EM eller VM), der hvert år afholdes i december måned. Turneringen blev nedlagt i 2012.

### Turneringsstrukturen
De otte deltagende lande blev fordelt i to grupper med fire hold i hver, hvor hvert hold mødte de øvrige hold i gruppen i løbet af tirsdag, onsdag og torsdag. De to bedst placerede i hver gruppe fortsatte til semifinalerne, der blev spillet om lørdagen, idet nr. 1 i den ene gruppe mødte nr. 2 i den anden gruppe i semifinalerne. Taberne af semifinalerne spillede om tredjepladsen, mens vinderne mødtes i finalen. Både bronzekampen og finalen blev spillet om søndagen.

#### Placeringer
| Årstal | Periode  | Vinder       | Nr. 2    | Nr. 3    | Nr. 4    | Øvrige deltagere                         | Turneringens bedste spiller  |
| ------ | -------- | ------------ | -------- | -------- | -------- | ---------------------------------------- | ---------------------------- |
| 2005   | 15-20/11 | Norge (1)    | Sydkorea | Rusland  | Rumænien | Danmark · Ukraine · Sverige · Frankrig   | Song Hai-Rim, Korea          |
| 2006   | 14-19/11 | Rusland (1)  | Rumænien | Danmark  | Ukraine  | Holland · Polen · Sverige · Brasilien    | Henriette Mikkelsen, Danmark |
| 2007   | 16-21/10 | Rusland (2)  | Frankrig | Norge    | Danmark  | Rumænien · Ukraine · Sverige · Brasilien | Gro Hammerseng, Norge        |
| 2008   | 14-19/10 | Norge (2)    | Danmark  | Frankrig | Tyskland | Rusland · Rumænien · Sverige · Ungarn    | Tonje Larsen, Norge          |
| 2009   | 22-27/9  | Rumænien (1) | Norge    | Tyskland | Danmark  | Rusland · Sverige · Ungarn · Frankrig    | Cristina Neagu, Rumænien     |
| 2010   | 21-26/9  | Rumænien (2) | Norge    | Frankrig | Danmark  | Rusland · Sverige · Tyskland · Ungarn    | Cristina Neagu, Rumænien     |
| 2011   | 20-25/9  | Rusland (3)  | Norge    | Frankrig | Spanien  | Tyskland · Sverige · Rumænien · Danmark  | Allison Pineau, Frankrig     |

### Placeringer
Til og med 2011 har 14 lande deltaget i turneringen. Her er deres placeringer:
| Land      | Guld | Sølv | Bronze | Plads 4 | Plads 5-8 | Antal deltagelser |
| --------- | ---- | ---- | ------ | ------- | --------- | ----------------- |
| Brasilien | 0    | 0    | 0      | 0       | 2         | 2                 |
| Danmark   | 0    | 1    | 1      | 3       | 2         | 7                 |
| Frankrig  | 0    | 1    | 3      | 0       | 2         | 6                 |
| Holland   | 0    | 0    | 0      | 0       | 1         | 1                 |
| Norge     | 2    | 3    | 1      | 0       | 0         | 6                 |
| Polen     | 0    | 0    | 0      | 0       | 1         | 1                 |
| Rumænien  | 2    | 1    | 0      | 1       | 3         | 7                 |
| Rusland   | 3    | 0    | 1      | 0       | 3         | 7                 |
| Spanien   | 0    | 0    | 0      | 1       | 0         | 1                 |
| Sverige   | 0    | 0    | 0      | 0       | 7         | 7                 |
| Sydkorea  | 0    | 1    | 0      | 0       | 0         | 1                 |
| Tyskland  | 0    | 0    | 1      | 1       | 2         | 4                 |
| Ukraine   | 0    | 0    | 0      | 1       | 2         | 3                 |
| Ungarn    | 0    | 0    | 0      | 0       | 3         | 3                 |

### Deltagelser
Turneringen har haft deltagelse af 14 lande. Danmark, Rumænien, Rusland og Sverige har deltaget ved alle udgaver af turneringen. 
| Land      | 2005        | 2006        | 2007        | 2008        | 2009        | 2010        | 2011        | Antal deltagelser |
| --------- | ----------- | ----------- | ----------- | ----------- | ----------- | ----------- | ----------- | ----------------- |
| Brasilien | Deltog ikke | Deltog      | Deltog      | Deltog ikke | Deltog ikke | Deltog ikke | Deltog ikke | 2                 |
| Danmark   | Deltog      | Deltog      | Deltog      | Deltog      | Deltog      | Deltog      | Deltog      | 7                 |
| Frankrig  | Deltog      | Deltog ikke | Deltog      | Deltog      | Deltog      | Deltog      | Deltog      | 6                 |
| Holland   | Deltog ikke | Deltog      | Deltog ikke | Deltog ikke | Deltog ikke | Deltog ikke | Deltog ikke | 1                 |
| Norge     | Deltog      | Deltog ikke | Deltog      | Deltog      | Deltog      | Deltog      | Deltog      | 6                 |
| Polen     | Deltog ikke | Deltog      | Deltog ikke | Deltog ikke | Deltog ikke | Deltog ikke | Deltog ikke | 1                 |
| Rumænien  | Deltog      | Deltog      | Deltog      | Deltog      | Deltog      | Deltog      | Deltog      | 7                 |
| Rusland   | Deltog      | Deltog      | Deltog      | Deltog      | Deltog      | Deltog      | Deltog      | 7                 |
| Spanien   | Deltog ikke | Deltog ikke | Deltog ikke | Deltog ikke | Deltog ikke | Deltog ikke | Deltog      | 1                 |
| Sverige   | Deltog      | Deltog      | Deltog      | Deltog      | Deltog      | Deltog      | Deltog      | 7                 |
| Sydkorea  | Deltog      | Deltog ikke | Deltog ikke | Deltog ikke | Deltog ikke | Deltog ikke | Deltog ikke | 1                 |
| Tyskland  | Deltog ikke | Deltog ikke | Deltog ikke | Deltog      | Deltog      | Deltog      | Deltog      | 4                 |
| Ukraine   | Deltog      | Deltog ikke | Deltog      | Deltog ikke | Deltog ikke | Deltog ikke | Deltog ikke | 2                 |
| Ungarn    | Deltog ikke | Deltog      | Deltog ikke | Deltog      | Deltog      | Deltog      | Deltog ikke | 4                 |

### Organisatoriske forhold
Turneringen arrangeres af Dansk Håndbold, og sponsor for turneringen har alle årene været GF Forsikring. Ud over æren tilfalder der de bedste hold en pengepræmie, der i 2008 og 2009 var på €55.000 med €25.000 til vinderholdet.